# 安妮·辛内迈基
安妮·辛内迈基 (芬蘭語：Anni Milja Maaria Sinnemäki，1973年7月20日—）為一位芬蘭的政治家和诗人， 在1999年-2015年间代表綠色聯盟连续四届当选为芬兰议会议员，在2009年-2011年间担任党魁及劳工部长，在2005年-2015年间当选为赫尔辛基市议会成员。从2015年1月起她开始担任管辖城市规划的副市长。
辛内迈基出生於芬蘭赫爾辛基 。獲得赫爾辛基大學俄羅斯文學學士學位。在1990年春季当她还是16岁的时候她的女儿西丽（Siiri）出生了。她也為芬蘭流行樂團「烏特拉巴拉」(Ultra Bra)撰寫歌詞。
辛内迈基曾表示，她政治生涯最大的失望，是於2002年的對核電廠贊同的決定。她亦表示，政治生涯中的最大的勝利是對「民事(同性)伴侶關係法」(民事結合法)的贊同。她也在議會預算的協商會上辯護能提高發展援助使其能達到國內生產總值(GDP)的0.7％。在公共交通、市府財政及改善囚犯待遇的資金等議題上她也提出辯護。

## 外部連結
维基共享资源上的相關多媒體資源：安妮·辛内迈基
- 个人网页 （页面存档备份，存于） （文）

| 政党职务               | 政党职务                     | 政党职务             |
| ---------------------- | ---------------------------- | -------------------- |
| 前任： 塔里娅·克龙贝里 | 綠色聯盟黨魁 2009年 – 2011年 | 繼任： 维莱·尼尼斯托 |
| 官衔                   |                              |                      |
| 前任： 塔里娅·克龙贝里 | 勞工部長 2009年 –2011年      | 繼任： 劳里·伊哈莱宁 |